# Pemphredonini
Die Pemphredonini sind eine Tribus der Grabwespen (Spheciformes) aus der Familie Crabronidae.

## Merkmale
Die Tribus Pemphredonini gehört zur Unterfamilie Pemphredoninae. Die Arten unterscheiden sich sehr in Größe und Aussehen. Die kleinste Gattung, Spilomena, erreicht nur 2,5 bis 4,5 Millimeter Länge. Die Arten der Tribus haben eine reduzierte Flügeladerung mit nur einer oder zwei Submarginalzellen auf den Vorderflügeln und das Flügelmal ist oft vergrößert. Wegen dieser abgeleiteten Merkmale gelten sie als weiter entwickelt als die verwandte Tribus Psenini.

## Verbreitung
Die Pemphredonini sind weltweit verbreitet. Es sind 24 Gattungen in vier Subtribus bekannt, in Europa kommen 72 Arten in sechs Gattungen vor.

## Systematik
Nach Pulawski (2009) umfasst die Tribus folgende Subtribus und Gattungen:
- - Subtribus Ammoplanina Evans, 1959
    - Ammoplanops Gussakovskij, 1931
    - Ammoplanus Giraud, 1869
    - Protostigmus Turner, 1918
    - Pulverro Pate, 1937
    - Timberlakena Pate, 1939

  - Subtribus Pemphredonina Dahlbom, 1835
    - Diodontus Curtis, 1834
    - Passaloecus Shuckard, 1837
    - Pemphredon Latreille, 1796
    - Polemistus de Saussure, 1892

  - Subtribus Spilomenina Menke, 1989
    - Arpactophilus F. Smith, 1863
    - Microstigmus Ducke, 1907
    - Spilomena Shuckard, 1838
    - Xysma Pate, 1937

  - Subtribus Stigmina R. Bohart & Menke, 1976
    - Allostigmus Melo & Naumann, 1999
    - Araucastigmus Finnamore, 1995
    - Aykhustigmus Finnamore, 1995
    - Ceratostigmus Melo & Naumann, 1999
    - Carinostigmus Tsuneki, 1954
    - Incastigmus Finnamore, 1995
    - Llaqhastigmus Finnamore, 1995
    - Paracrabro Turner, 1907
    - Parastigmus Antropov, 1992
    - Stigmus Panzer, 1804
    - Tzustigmus Finnamore, 1995

## Belege